# Kwangge
Kwangge (korejsky 광개, v anglickém přepisu Gwang-Gae nebo Kwang-Gae) je tul, který se učí nositelé technického stupně 1. dan v bojovém umění taekwondo. Tul vytvořili v letech 1962–1964 podplukovník U Čonglim a seržant Kim Bokman.

## Významy

### Význam názvu
Kwanggetcho Veliký byl slavný panovník království Kogurjo, který získal zpět všechna ztracená území včetně větší části Mandžutska.

### Význam počtu pohybů
39 pohybů odkazuje na první dvě číslice roku 391, ve kterém panovník nastoupil na trůn.

### Význam diagramu
Diagram vzoru (čínský znak 土) znamená půda a symbolizuje rozšíření a navrácení ztracených území.

## Pohyby vzoru
Výchozí postoj: naranhi so hanulson
1. moa čunbi sogi B
2. ↑ konnun so tvidžibo čirugi, nurin tongdžak
3. ↑ konnun so tvidžibo čirugi, nurin tongdžak
4. ↑ ibo omgjo tidimjo nagagi konnun so sonbadak nopchunde kolčchjo makki
5. ↡ mikulmjo niundža so sonkchal nadžunde tebi makki
6. ↑ ibo omgjo tidimjo nagagi konnun so sonbadak nopchunde kolčchjo makki
7. ↡ mikulmjo niundža so sonkchal nadžunde tebi makki
8. ↑ twitpal so sonkchal nopchunde tebi makki
9. ↑ twitpal so sonkchal nopchunde tebi makki
10. ↶ ibo omgjo tidimjo tolgi konnun so sonbadak olljo makki, nurin tongdžak
11. ↑ konnun so sonbadak olljo makki, nurin tongdžak
12. ↑ moa so sonkchal nadžunde ap makki
13. ↵ pakuro nullo čchagi (poloha rukou jako v předchozí technice)
14. kaunde jopčcha čirugi (poloha rukou jako v předchozí technice), čchare čchare tongdžak
15. niundža so sonkchal nopchunde anuro terigi
16. moa so jop čumok nerjo terigi
17. ↷ pakuro nullo čchagi (poloha rukou jako v předchozí technice)
18. kaunde jopčcha čirugi (poloha rukou jako v předchozí technice), čchare čchare tongdžak
19. niundža so sonkchal nopchunde anuro terigi
20. moa so jop čumok nerjo terigi
21. ↲ natčchuo so sonbadak nullo makki, nurin tongdžak
22. ↑ natčchuo so sonbadak nullo makki, nurin tongdžak
23. ↷ kurumjo annun so tung čumok nopchunde jop terigi
24. konnun so tu pchalmok kaunde makki
25. čadžun pal, konnun so pakat pchalmok nadžunde pande makki (poloha pravé ruky jako v předchozí technice)
26. natčchuo so opchun sonkut nopchunde tulkchi, nurin tongdžak
27. ↶ kurumjo annun so tung čumok nopchunde jop terigi
28. konnun so tu pchalmok kaunde makki
29. čadžun pal, konnun so pakat pchalmok nadžunde pande makki (poloha levé ruky jako v předchozí technice)
30. natčchuo so opchun sonkut nopchunde tulkchi, nurin tongdžak
31. ↑ kurumjo konnun so sang čumok nopchunde sevo čirugi
32. ↰ kurumjo konnun so sang čumok tvidžibo čirugi
33. kaunde apčcha pušigi (poloha rukou jako v předchozí technice)
34. ↷ niundža so sonkchal tebi makki
35. ↑ konnun so nopchunde ap čirugi
36. ↑ kurumjo konnun so sang čumok tvidžibo čirugi
37. kaunde apčcha pušigi (poloha rukou jako v předchozí technice)
38. ↶ niundža so sonkchal tebi makki
39. ↑ konnun so nopchunde ap čirugi

Závěrečný postoj: ↰ naranhi so hanulson